# L'Insider
L'Insider est une série documentaire réalisée par Stéphane Rybojad, co-produite par Planète+ A&E en 2013 et 2016. Pour accrocher le téléspectateur, le documentaire a été tourné avec une approche « à l'anglo-saxonne ».
Elle est diffusée aux États-Unis à partir de 2018 sur Netflix.

## Synopsis
L'acteur, cascadeur et chorégraphe de scènes d'actions Alain Figlarz s'intègre dans les unités d'élite réputées pour être les meilleures de la planète pour faire vivre au spectateur leurs valeurs, leur quotidien et leurs techniques.

## Réalisation
Les épisodes sont réalisés lors d'une immersion d'environ deux semaines au sein de l'unité, pendant laquelle Alain Figlarz participe aux stages et entraînements de l'équipe qu'il rejoint.

## Autour du documentaire
La particularité de L'Insider réside entre autres dans la mise en place d'un dispositif transmédia au travers d'un site web mettant à disposition, pour chaque épisode, des contenus additionnels.
On[Qui ?] retrouve dans ces contenus additionnels, des informations complémentaires sur l'unité spéciale (équipements utilisés par l'unité, historique ou opérations emblématiques, etc.), des séquences vidéos additionnelles ou coupées au montage, des prises de vues complémentaires prises grâce aux caméra multiples (en), un challenge proposant de tester ses connaissances sur la série et un jeu Facebook[réf. souhaitée].

## Épisodes
(source programme.tv)

### Saison 1
1. 2e REP (Régiment Étranger Parachutistes), Légion étrangère, G.C.P (Groupement des Commandos Parachutistes), France
2. 13e RDP (Régiment de Dragons Parachutistes), Commandement des forces spéciales terre (COM FST), France
3. GÉO (Grupo Especial de Operaciones), unité spéciale de la police nationale, Espagnole
4. Raid (Recherche, Assistance, Intervention, et Dissuation), unité spéciale de la Police Nationale, France
5. STAR (en) (Special Tactics and Rescue), unité spéciale de la Police, Singapour
6. SWAT (Special Weapons And Tactics) de Miami Dade les SRT (Special Response Team) , États-Unis

### Saison 2
1. Les Commandos Marine, Commandement des opérations spéciales (COS), Marine National, France
2. Les N.O.C.S. (it) (Nucleo operativo centrale di sicurezza), unité spéciale de la police, Italie
3. Préparation G.C.P.  (Groupement des Commandos Parachutistes), Armée de Terre, France
4. Le C.P.A. 10 (Commando parachutiste de l’air no 10 ), Commandement des opérations spéciales (COS), Armée de l'Air et de l'Espace, France
5. La B.R.I. (Brigade de Recherche et d'Intervention) de la Préfecture de Police, unité spéciale de la Police Nationale, France
6. le G.I.G.N (Groupe d'Intervention de la Gendarmerie Nationale), unité spéciale de la Gendarmerie Nationale, France